# Tamaricella subita
Tamaricella subita är en insektsart som beskrevs av Logvinenko 1980. Tamaricella subita ingår i släktet Tamaricella och familjen dvärgstritar. Inga underarter finns listade i Catalogue of Life.